# Liste des albums musicaux numéro un au Billboard 200 en 1986
Cette page liste les albums musicaux ayant eu le plus de succès au cours de l'année 1986 aux États-Unis d'après le magazine Billboard.

## Historique
| Date         | Artiste(s)                             | Titre                     | Référence |
| ------------ | -------------------------------------- | ------------------------- | --------- |
| 4 janvier    | Artistes variés                        | Miami Vice                |           |
| 11 janvier   | Artistes variés                        | Miami Vice                |           |
| 18 janvier   | Artistes variés                        | Miami Vice                |           |
| 25 janvier   | Barbra Streisand                       | The Broadway Album        |           |
| 1er février  | Barbra Streisand                       | The Broadway Album        |           |
| 8 février    | Barbra Streisand                       | The Broadway Album        |           |
| 15 février   | Sade                                   | Promise                   |           |
| 22 février   | Sade                                   | Promise                   |           |
| 1er mars     | Mr. Mister                             | Welcome to the Real World |           |
| 8 mars       | Whitney Houston                        | Whitney Houston           |           |
| 15 mars      | Whitney Houston                        | Whitney Houston           |           |
| 22 mars      | Whitney Houston                        | Whitney Houston           |           |
| 29 mars      | Whitney Houston                        | Whitney Houston           |           |
| 5 avril      | Whitney Houston                        | Whitney Houston           |           |
| 12 avril     | Whitney Houston                        | Whitney Houston           |           |
| 19 avril     | Whitney Houston                        | Whitney Houston           |           |
| 26 avril     | Van Halen                              | 5150                      |           |
| 3 mai        | Van Halen                              | 5150                      |           |
| 10 mai       | Van Halen                              | 5150                      |           |
| 17 mai       | Whitney Houston                        | Whitney Houston           |           |
| 24 mai       | Whitney Houston                        | Whitney Houston           |           |
| 31 mai       | Whitney Houston                        | Whitney Houston           |           |
| 7 juin       | Whitney Houston                        | Whitney Houston           |           |
| 14 juin      | Whitney Houston                        | Whitney Houston           |           |
| 21 juin      | Whitney Houston                        | Whitney Houston           |           |
| 28 juin      | Whitney Houston                        | Whitney Houston           |           |
| 5 juillet    | Janet Jackson                          | Control                   |           |
| 12 juillet   | Janet Jackson                          | Control                   |           |
| 19 juillet   | Patti LaBelle                          | Winner in You             |           |
| 26 juillet   | Artistes variés                        | Top Gun                   |           |
| 2 août       | Artistes variés                        | Top Gun                   |           |
| 9 août       | Artistes variés                        | Top Gun                   |           |
| 16 août      | Madonna                                | True Blue                 |           |
| 23 août      | Madonna                                | True Blue                 |           |
| 30 août      | Madonna                                | True Blue                 |           |
| 6 septembre  | Madonna                                | True Blue                 |           |
| 13 septembre | Madonna                                | True Blue                 |           |
| 20 septembre | Artistes variés                        | Top Gun                   |           |
| 27 septembre | Lionel Richie                          | Dancing on the Ceiling    |           |
| 4 octobre    | Lionel Richie                          | Dancing on the Ceiling    |           |
| 11 octobre   | Artistes variés                        | Top Gun                   |           |
| 18 octobre   | Huey Lewis and the News                | Fore!                     |           |
| 25 octobre   | Bon Jovi                               | Slippery When Wet         |           |
| 1er novembre | Boston                                 | Third Stage               |           |
| 8 novembre   | Boston                                 | Third Stage               |           |
| 15 novembre  | Boston                                 | Third Stage               |           |
| 22 novembre  | Boston                                 | Third Stage               |           |
| 29 novembre  | Bruce Springsteen et The E Street Band | Live/1975-85              |           |
| 6 décembre   | Bruce Springsteen et The E Street Band | Live/1975-85              |           |
| 13 décembre  | Bruce Springsteen et The E Street Band | Live/1975-85              |           |
| 20 décembre  | Bruce Springsteen et The E Street Band | Live/1975-85              |           |
| 27 décembre  | Bruce Springsteen et The E Street Band | Live/1975-85              |           |